# Nicolas-François Christophe
Pour les articles homonymes, voir Christophe.
Ne doit pas être confondu avec Jean-François Christophe (général).
Nicolas-François, baron Christophe , né le 23 septembre 1770 à Nancy, mort le 14 août 1839 à Versailles (Seine-et-Oise), est un général français de la Révolution et de l’Empire.
Il ne doit pas être confondu avec son frère, Jean-François Christophe (1772-1827), autre général français de la Révolution et de l’Empire qui a également commencé sa carrière dans le 2e régiment de hussards.

## Biographie
Nicolas-François Christophe entre comme sous-lieutenant dans le 2e régiment de hussards le 29 juillet 1792, fait la campagne de cette année à l'armée de la Moselle, et passe capitaine dans le 1er régiment de la même arme le 1er mars 1793.
Il fait la guerre de 1793 à l'an VII aux armées de l'Ouest, du Nord, du Rhin et d'Helvétie. Chef d'escadron à la suite du 7e régiment de dragons le 4 brumaire an VIII, et titularisé dans son grade le 29 du même mois, il sert aux armées d'Italie et de Naples de l'an VIII à l'an XI, et obtient le 6 brumaire an XII le grade de major dans le 24e régiment de chasseurs à cheval, et le 4 germinal de la même année la décoration de la Légion d'honneur.
Employé aux armées d'Italie et de Dalmatie en l'an XIV et 1806, et nommé le 2 février 1807, colonel à la suite du 24e de chasseurs, l'Empereur lui confie le 22 mars suivant, le commandement du 25e régiment de chasseurs à cheval.
Officier de la Légion d'honneur le 22 août 1812, il fait l'expédition de Russie, et se couvre de gloire à la bataille de la Moskowa le 7 septembre, en menant trois fois son régiment à la charge sur les batteries ennemies. Il reçoit dans cette affaire un coup de feu qui lui traverse la cuisse gauche. Rentré au dépôt de son régiment le 6 février 1813, promu le 25 mars, général de brigade, il est admis à la retraite le 17 mai suivant.
Remis en activité le 13 janvier 1814, et attaché comme membre du conseil d'administration au dépôt général de cavalerie à Versailles, il conserve cet emploi jusqu'au 24 décembre de la même année, époque à laquelle il reprend sa position de retraite.
Le roi l'a nommé chevalier de Saint-Louis le 20 août. L'Empereur lui a conféré le titre de baron de l'Empire, avec dotation.
Il est mort à Versailles (Seine-et-Oise) le 14 août 1839.

## Titres
- Baron Christophe et de l'Empire, décret du 15 août 1809, lettres patentes du 3 mai 1810 (Anvers)).

## Dotation
- Le 15 août 1809, donataire d’une rente de 4 000 francs sur Rome.

## Décorations
- Légion d'honneur :
  - Légionnaire (4 germinal an XII), puis,
  - Officier de la Légion d'honneur (11 octobre 1812) ;
- Ordre royal et militaire de Saint-Louis :
  - Chevalier (20 août 1814).

## Vie familiale
Fils cadet de Nicolas-Denis Christophe ( ✝ vers le 12 décembre 1815 - Nancy), avocat à la Cour, conseiller et échevin de Nancy, lieutenant général de police en survivance des ville et faubourgs de Nancy et de Thérèse Marie Biot de Lambinet (14 octobre 1750 - Bulgnéville (Vosges) ✝ 9 juillet 1776 - Nancy), Nicolas-François resta célibataire.

## Armoiries
| Figure | Blasonnement |
|        | Armes du baron Christophe et de l'Empire Coupé au premier parti de sinople à la tête de cheval d'argent et de gueules au signe des barons tirés de l'armée, au deuxième d'argent au dextrochère au naturel rebrassé de sinople à cinq chevrons du champ sur la manche et armé d'un sabre recourbé de gueules le bras mouvant du flanc dextre. Livrées : blanc, rouge, et verd, le verd en bordure seulement. |